# Monica Surkamp
Monica Surkamp SSpS (* 5. Dezember 1913 in Borghorst; † 18. März 1943 in der Bismarcksee) war eine deutsche römisch-katholische Ordensfrau, Missionsschwester und Märtyrin.

## Leben
Katharina Surkamp war das fünfte von 10 Kindern eines Seilers. Am 4. Dezember 1928 trat sie im Alter von 15 Jahren als Kandidatin in Steyl in das Missionshaus St. Michael der Steyler Missionsschwestern ein und begann am 8. Juni 1934 das Noviziat unter dem Ordensnamen Monica (nach Monika von Tagaste). Am 8. Juni 1936 legte sie in Steyl ihre Ersten Gelübde ab. Vom 5. November bis zum 26. Dezember 1936 reiste sie in die Papua-Neuguinea-Mission, wo sie in den Stationen Boikin (East Sepik Province) und Kairiru Island eingesetzt wurde. Nach der Besetzung Neuguineas durch die japanischen Invasionstruppen wurde sie am 18. März 1943 zusammen mit Bischof Josef Lörks und zahlreichen weiteren Missionaren und Ordensschwestern auf dem Zerstörer Akikaze hingerichtet und ins Meer geworfen.

## Gedenken
Die Römisch-katholische Kirche in Deutschland hat Schwester Monica Surkamp als Märtyrin in das deutsche Martyrologium des 20. Jahrhunderts aufgenommen.